# Phascolosorex
Phascolosorex és un gènere de mamífers dasiüromorfs. Existeixen dues espècies d'aquests marsupials:
- Ratolí marsupial de ventre vermell, Phascolosorex doriae (Indonèsia)
- Ratolí marsupial de franges estretes, Phascolosorex dorsalis (Indonèsia i Papua Nova Guinea)